# Stop Rosego
Stop Rosego – niskotopliwy stop metali o składzie wagowym:
- bizmut 50%
- ołów 28%
- cyna 22%

Jego temperatura topnienia jest określana jako 96–110 °C lub 109 °C. Został otrzymany przez niemieckiego chemika i farmaceutę Valentina Rosego (1736–1771).
Znany jest też inny stop określany mianem stopu Rosego. Jego skład wagowy to:
- bizmut 35%
- ołów 35%
- cyna 30%

Topi się on w temperaturze 90 °C.